# William E. Johnson
William Eugene Johnson, född 25 mars 1862, död 2 februari 1945, var en amerikansk nykterist.
Johnson kallades "Pussyfoot" på grund av sin kattlika taktik vid uppdagandet av brottslingar. Han var ursprungligen journalist, uppburen nykterhetsföreläsare och representant vid en mängd kongresser. Bland hans skrifter märks The Gothenburg system (1903) och The liquor problem in Russia (1915).